# Trilepida brevissima
Trilepida brevissima — вид змій родини струнких сліпунів (Leptotyphlopidae). Ендемік Колумбії.

## Поширення і екологія
Trilepida brevissima відомі з двох місцевостей, розташованих в Колумбійських Андах.